# Hans Schipper
Johann „Hans“ Schipper (* 16. November 1912 in Wien; † 9. Dezember 1984 ebenda) war ein österreichischer Beamter.

## Leben und Wirken
Hans Schipper wurde am 16. November 1912 in Wien geboren, wuchs in Wien-Meidling auf und absolvierte, nach dem Besuch der hiesigen Volksschule, im Jahre 1931 das Gymnasium in der Rosasgasse. Hier wurde er bei der katholischen Pennalie (später MKV) Herulia aktiv. In weiterer Folge begann er ein Studium an der Rechts- und Staatswissenschaftlichen Fakultät der Universität Wien, das er im Jahre 1935 als Dr. jur. abschloss. Während dieser Zeit kam er auch in Kontakt mit der in Wien ansässigen und im Jahre 1900 gegründeten KÖStV Kürnberg, einer farbentragenden und nichtschlagenden Studentenverbindung und Mitglied des Österreichischen Cartellverbandes (ÖCV), deren Mitglied er wenige Tage vor seinem 19. Geburtstag am 6. November 1931 wurde und den Couleurnamen Schippsi erhielt. 1933/34 war er durch zwei Semester Senior der Studentenverbindung. Davor war er bereits 1932/33 erster Schriftführer und 1933 Consenior.
Nach seinem Studienabschluss trat er in den Dienst des Magistrats der Stadt Wien, wurde jedoch nach dem Anschluss Österreichs im März 1938 entlassen. Danach trat er in den Kriegsdienst ein, als er von der Wehrmacht eingezogen wurde. Sein letzter Dienstgrad innerhalb der Wehrmacht war der eines Unteroffiziers. Ab dem Jahre 1939 hatte Schipper Kontakte zur Großösterreichischen Freiheitsbewegung (Gruppe Roman Karl Scholz, Jacob Kastelic und Karl Lederer). Wegen des Vorwurfs der Vorbereitung des Hochverrats wurde er für drei Jahre in Untersuchungshaft genommen; das Verfahren wurde jedoch bis Kriegsende ausgesetzt.
Nach dem Ende des Zweiten Weltkrieges wurde Schipper als Magistratsbeamter rehabilitiert und war danach noch einige wenige Jahre im Magistrat der Stadt Wien tätig, ehe er im Jahre 1948 ins Bundesministerium für Handel und Wiederaufbau wechselte und dort Sekretär des Ministers Ernst Kolb wurde. Nach dem Abgang Kolbs, der Unterrichtsminister wurde, im Jahre 1952 verblieb Schipper im Präsidium des Handelsministeriums, wo er eine übliche Beamtenkarriere durchlief. Während dieser Zeit erhielt er die Berufstitel bzw. Amtstitel Sektionsrat und Ministerialrat. Als Nachfolger von Franz Krisch übernahm er am 1. Jänner 1964 die Nachfolge als Sektionschef und Präsidialvorstand. Mit der Abspaltung des Bautenministeriums vom Wirtschaftsministerium gab es ab dem Jahre 1966 das Bundesministerium für Bauten und Technik, sowie das Bundesministerium für Handel, Gewerbe und Industrie. Für beide Ministerien gab es eine gemeinsame Präsidialsektion unter der Leitung Schippers. Anfang des Jahres 1978 trat der Träger des Großen Ehrenzeichens für Verdienste um die Republik Österreich seinen Ruhestand an.
Am 9. Dezember 1984 starb Hans Schipper in seiner Heimatstadt Wien und wurde am 17. Dezember 1984 am Wiener Südwestfried (Gruppe 1, Reihe 4, Nummer 6) in seinem Heimatbezirk Meidling beigesetzt. Seine Ehefrau Henriette (* 1916), mit der er seit 15. Oktober 1938 verheiratet war, überlebte ihn um über zwölf Jahre und wurde am 9. Jänner 1997 an seiner Seite beerdigt. Ihr gemeinsamer Sohn Johann Heinrich Schipper (1939–2017), ein Oberst a. D. des Bundesheeres, wurde ebenfalls im Familiengrab beigesetzt. Aus der Ehe entstammen zudem noch die beiden Kinder Kurt (* 1943) und Eva (* 1957).